# Kazimierz (Krakau)

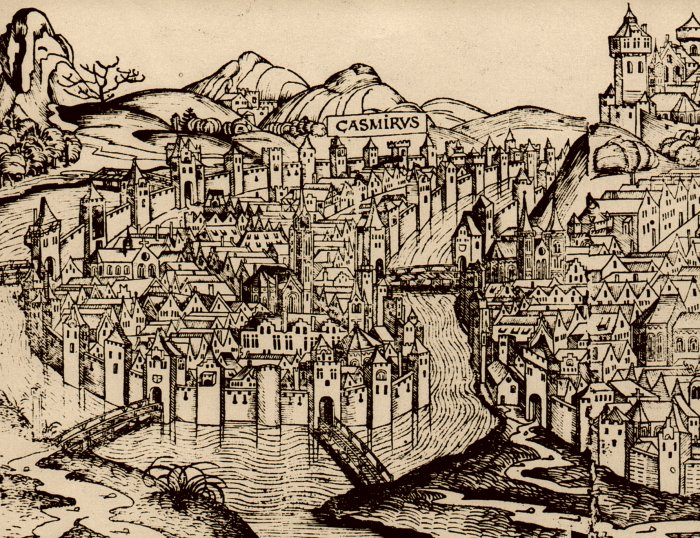
Kazimierz en een deel van Krakau met stadsmuren op een houtsnede uit 1493

Kazimierz is een voormalige Poolse stad en thans een wijk in Krakau. Omdat er tussen de 14e eeuw en de Holocaust veel joden woonden staan er veel synagogen in de wijk. De wijk wordt begrensd door de rivier Wisła en de voormalige loop van de gedempte zijarm Stara Wisła (Oude Wisła), ter hoogte van de huidige ulica Dietla (Dietlstraat).

## Geschiedenis
In 1335 voegde Casimir (Kazimierz) de Grote twee buitenwijken van Krakau samen en gaf de nieuwe stad zijn naam (Casimiria in Latijn). Het veemarktdorp Bawół werd eraan toegevoegd waardoor de grenzen van Kazimierz overeenkwamen met het eiland. De stad kreeg privileges volgens het Maagdenburgs recht en koning Kazimierz liet in 1362 verdedigingsmuren om de stad heen bouwen. 
Belangrijk voor Kazimierz was de Pons Regalis, vele eeuwen lang de enige vaste grote brug over de Wisła. Deze brug verbond Krakau via Kazimierz met de Wieliczka-zoutmijn en de lucratieve Hongaarse handelsroute. De laatste brug op deze locatie (aan het eind van de hedendaagse Stradomstraat (ulica Stradomska) werd in 1880 afgebroken omdat hij door de demping van de Oude Wisła overbodig was geworden. 

### Joodse wijk
Joden speelden vanaf het eind van de 13e eeuw een grote rol in de regionale economie van Krakau als gevolg van de vrijheid van godsdienst, handel en reizen die gewaarborgd werden door het Statuut van Kalisz, getekend door Boleslaw de Vrome. 
In de 15e eeuw waren joden gevestigd rond het huidige Plac Szczepański in Krakau. Nadat een brand in 1495 Krakau deels verwoestte, verplaatste koning Jan I Albrecht de joden van Krakau naar de wijk Bawół in Kazimierz. Eveneens in de 15e eeuw werd de verdedigbare Oude Synagoge gebouwd in de Breedstraat (ulica Szeroka) in Kazimierz. 
Het joodse deel van Kazimierz werd in 1553 versterkt door muren, die werden uitgebreid in 1608. Het gebied tussen die muren werd bekend als Oppidum Judaeorum en besloeg een vijfde van de oppervlakte van Kazimierz maar bijna de helft van het aantal inwoners. Het Oppidum werd een belangrijk joods spiritueel en cultureel centrum maar dat veranderde toen keizer Jozef II het (gedeeltelijke) zelfbestuur van de joodse wijk ophief. In 1822 werden ook de muren tussen het christelijke en het joodse deel van Kazimierz afgebroken.
In 1791 verloor Kazimierz zijn status als afzonderlijke stad en werd een wijk van Krakau. De rijkere joden ontvluchtten de overbevolkte straten van oost Kazimierz maar bleven in de buurt van de synagogen wonen waardoor het joodse karakter van Kazimierz nog lang behouden bleef. Rond 1930 waren er in Krakau 120 synagogen en gebedshuizen officieel geregistreerd, verspreid over de stad. Veel van het joodse intellectuele leven had zich verplaatst naar  Podgórze, aan de overkant van de rivier. Tijdens de Tweede Wereldoorlog werden de joden van Krakau, inclusief Kazimierz, verplaatst naar het getto in Podgórze. De meeste van hen overleefden de oorlog niet.
Na de val van de communistische Volksrepubliek Polen herleefde de belangstelling voor Kazimierz als joods centrum. Sinds 1988 wordt jaarlijks het Joods Cultureel Festival georganiseerd en in 2004 werd er ook het Galicisch-Joods museum geopend. Een aantal joden is teruggekeerd uit Israël en de Verenigde Staten naar Kazimierz. Begin 21e eeuw is er een bloei van joodse horeca in ulica Szeroka en van niet joodse vooral rond Plac Nowy.